# Mastersiella
Mastersiella é um género botânico pertencente à família Restionaceae.